# 서방잎가락도마뱀붙이
웨스턴 리프토 게코(western leaf-toed gecko)라고 불리는 서방잎가락도마뱀붙이(Phyllodactylus lepidopygus)는 페루에 고유한 도마뱀붙이류의 일종이다. 1845년에 요한 야코브 폰 추디(en:Johann Jakob von Tschudi)가 기재(en:species description)하였다.
이 종의 자연적 서식지는 페루 중부의 이카주와 앙카시주 지역 사이의 해안가에 국한된다. 리마주에서는 해안가의 서식지의 대부분이 도시개발로 인해 부정적인 영향을 받아왔다. 리마시 내부에서는, 2004년에 판타노스데비야야생보호구역(en:Pantanos de Villa Wildlife Refuge)에서 목격된 적이 있는데, 이 종이 생존하기에 좋은 조건을 갖춘 곳이다. 파차카막(en:Pachacamac) 라차이(:en:Lachay National Reserve)의 로마스(en:lomas)(안개를 마시는 초목들이 자라는 지대)에 많은 개체들이 존재한다.